# Mieczysław Windakiewicz

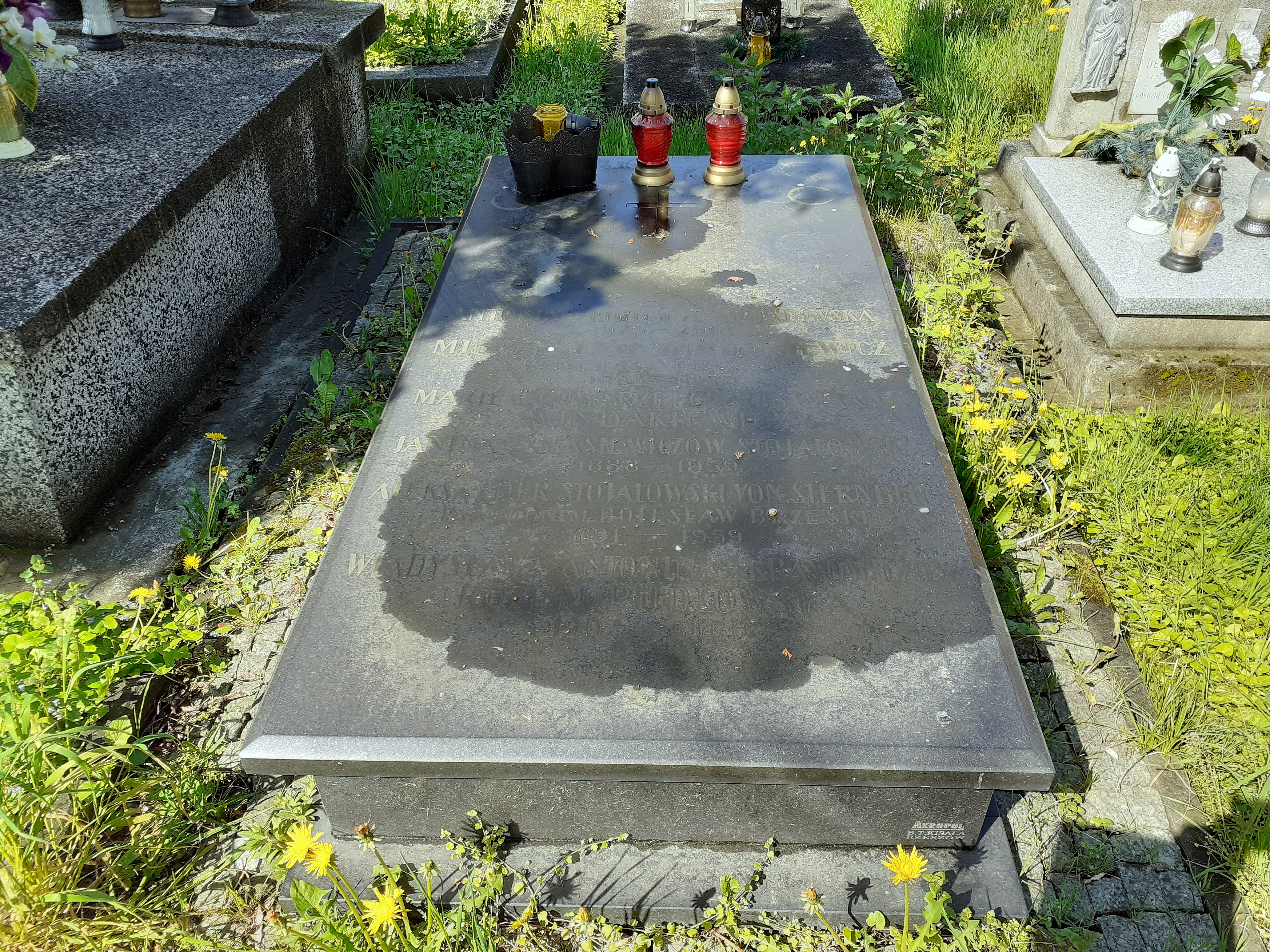
Grobowiec Mieczysława Windakiewicza

Mieczysław Windakiewicz (ur. 11 listopada 1861 w Drohobyczu, zm. 27 sierpnia 1945 w Rzeszowie) – inżynier, tytularny generał brygady Wojska Polskiego.

## Życiorys
Urodził się 11 listopada 1861 w Drohobyczu, w rodzinie Wiktora, nadkontrolera telegrafu w Krakowie i Stefanii z Herbstów. Był starszym bratem Stanisława (1863–1943), historyk literatury polskiej. Ukończył szkołę realną. Po zdaniu matury z wyróżnieniem w Krakowie przez jeden rok studiował na Politechnice Wiedeńskiej.
W październiku 1880 wstąpił do cesarskiej i królewskiej armii. Przez trzy lata studiował na Wydziale Artylerii Akademii Wojskowo-Technicznej w Wiedniu. 18 sierpnia 1883 został mianowany podporucznikiem artylerii ze starszeństwem z 1 września 1883 i wcielony go 6 galicyjskiego batalionu artylerii fortecznej w Krakowie. W 1898 ukończył dwuletni Wyższy Kurs Artylerii w Wiedniu. W marcu 1904 zdał artyleryjski egzamin sztabowy. Przez 29 lat pełnił służbę wojskową w jednostkach artylerii ciężkiej i fortecznej, m.in. w: VI dywizjonie 2 pułku artylerii fortecznej, 11 pułku artylerii polowej oraz 1 pułku artylerii oblężniczej. Był dowódcą artylerii twierdz południowego i zachodniego Tyrolu oraz przez siedem lat pełnił funkcję dowódcy jednorocznych szkół artylerii. 23 marca 1912 został przeniesiony w stan spoczynku.
W czerwcu 1915 został powołany do służby czynnej i wyznaczony na dowódcę Grupy Artylerii Ciężkiej. Brał udział w kampanii serbskiej, podczas której dowodził artylerią odcinka pod Belgradem. Po zredukowaniu artylerii ciężkiej w styczniu 1916 został ponownie przeniesiony w stan spoczynku.
19 września 1919 został przydzielony do Generalnego Inspektoratu Artylerii. 6 października 1919 został przyjęty do Wojska Polskiego z byłej armii austro-węgierskiej, z zatwierdzeniem posiadanego stopnia podpułkownika, zaliczony do Rezerwy armii z jednoczesnym powołaniem do służby czynnej na czas wojny. W tym samym miesiącu otrzymał przydział do powstającej Szkoły Podchorążych Artylerii w Poznaniu. Pełnił tam funkcję wykładowcy balistyki, a od marca 1920 prowadził również zajęcia z teorii strzelania. 6 lipca 1920 objął stanowisko dowódcy szkoły, którą pełnił do 6 sierpnia 1921. 14 kwietnia 1921 został zatwierdzony z dniem 1 kwietnia 1920 w stopniu pułkownika, w artylerii, w grupie oficerów byłej armii austro-węgierskiej.
Od 6 czerwca 1921 jego oddziałem macierzystym był 14 pułk artylerii polowej w Poznaniu. Po przekazaniu dowództwa szkoły płk. Mikołajowi Teodorowi Majewskiemu pełnił jednocześnie funkcję kierownika szkolenia teoretycznego i wykładowcy. W latach 1922–1923 był wykładowcą w Obozie Szkół Artylerii w Toruniu.
12 sierpnia 1923 prezydent RP przeniósł go w stan spoczynku z dniem 31 października 1923, w stopniu tytularnego generała brygady.
Będąc na emeryturze, pracował jako wykładowca balistyki na Politechnice Warszawskiej. Był autorem podręcznika „Nauka strzelania (balistyka). Podręcznik dla wykładowców w szkołach wyższych wojskowych”.
Zmarł 27 sierpnia 1945 w Rzeszowie. Pochowany na cmentarzu Pobitno w Rzeszowie (sektor XIX-3-33).
22 kwietnia 1914 ożenił się z Marie Schwarzbeck von Marau (zm. 1940). Małżeństwo było bezdzietne.

## Awanse
- porucznik – kwiecień 1889
- kapitan – kwiecień 1894
- major – kwiecień 1906
- podpułkownik – kwiecień 1910
- pułkownik – 3 maja 1922 zweryfikowany ze starszeństwem z dniem 1 czerwca 1919

## Ordery i odznaczenia
- Krzyż Oficerski Orderu Odrodzenia Polski (2 maja 1923)[11][2][12][13]
- Palmy Oficera Akademii (23 stycznia 1922)[2]
- Odznaka za Służbę Wojskową III kl.[14]
- Medal Jubileuszowy Pamiątkowy dla Sił Zbrojnych i Żandarmerii[14]
- Krzyż Jubileuszowy Wojskowy[14]